# Виртуелна колоноскопија
Виртуелна колоноскопија, MSCT колоноскопија или CT колонографија са виртуелном колоноскопијом  је минимално инвазивна дијагностичка метода у радиологији, која се заснива на компјутеризованој томографији, а изводи се иновативна машинама са посебним програмом који је у стању да направи серију слика, који се затим комбинују у тродимензионални слика створена на 3Д модел рачунара екрана дебелог црева са свим својим манама и особеностима. Тако добијени налаз пружа лекару могућност да испита стање органа који се испитује и да евентуаално идентификују постојеће болести. Такође метода пацијенту ускраћује нелагодност и пштити га од непријатних последица поступка. Савремени протоколи за CТ колонографију подразумевају употребу нискозрачних техника, па ефективна доза зрачења износи мање од 5 мСв. Проблем у тумачењу CT колонографије представља и одређени број лажно позитивних резултата.

## Карактеристике методе
Главна разлика виртуелне колоноскопије од других метода је та, да се компјутеризованом томографијом (CT) истражују црева, без уласка ендоскопом у анус. То чини поступак пријатним и ослобађа пацијенте било којег ограничења.
Метода је добара у случају динамичког праћења стања пацијента. На пример, виртуелна колоноскопија се показала јако корисном код Кронова болести за праћење промена у цреву пацијента током третмана.

## Начин извођења
Виртуелна колоноскопија се разликује од класичне колоноскопије, јер не користи инструменте које се код других колоноскопија убацују у ректум и дебело црево.
Снимање се обавља у радиолошком одељењу болнице или медицинског центра, без употребе анестезије и колоноскопа, на следећи начин:
- Испитаник се поставља на леви бок са колена савијеним и према грудимана, на уски сто који је повезан са МРИ или ЦТ машином.[8][9]
- Потом се мала, флексибилна цев умеће у ректум, и кроз њу упумпава ваздух како би дебело црево било веће и лакше видљиво.
- Потом се испитаник поставља на леђа и заједно са столом убацује у велики тунел у ЦТ или МРИ машини, у којој се обавља снимање дебелог црева.[10]
- Током ове процедуре пацијент мора бити веома мирнан или према потреби задржава дах, јер покрет може замаглити добијену слику.

Након обављеног снимања рачунар комбинује све слике и формирао тродимензионалну слику дебелог црева, коју лекар може да прегледа на видео монитору.

## Индикације
Главне индикације за примену су:
- Диветикулоза црева
- Аденоидне вегетације
- Тумори дебелог црева
- Сужење (стенозе) деебелог црева
- Секундарне промене изван дебелог црева.
- Динамичко праћење промена у цреву пацијента током третмана.[11]

## Добре стране методе
Виртуелна колоноскопија има неколико предности у односу на друге методе које се користе у скринингу и дијагностици карцинома колона, које се огледају у следећем:
- Минимално је инвазивна,
- Преглед траје око десет минута,
- Није потребна седација и анестезија
- Пацијент добро подноси преглед и нема потребе за опоравком.
- Искључује трауме мукозне мембране дебелог црева. Ризик од перфорације је веома низак (код симптоматских пацијената креће се од 0 до 6 на 10.000 прегледа), док је код асимптоматских пацијената у случају скрининга још нижи.
- Примене CT колонографије у скринингу и дијагностици карцинома колона представља могућност откривања екстраколичних поремећаја, што овој методи даје велику предност у однсоу на остале.[15][16]
- Могућност испитивања тешко доступних подручја црева (зглобне петље, сужења).[17]
- Могућност истовременог процењивања локације и стања абдоминалне шупљине;[18]
- Минимални трошкови и кратко време трајања снимања (краће задржавање пацијента на испитивању)
- Могућнсот процене динамичких промене у цревима.

Сензитивност
- Сензитивност CT колонографије са виртуелном колоноскопијом у откривању полипа већих од 10 мм износи око 90%, што је чини компарабилном са оптичком колоноскопијом у откривању карцинома колона и већих полипа.[19]
- Сензитивност CT колонографије за откривање полипа мањих од 10 мм опада, док је за полипе мање од 6 мм CT колонографија непоуздана метода, па се не саветује радиолошка интерпретација ових лезија.[20]

## Недостаци методе
И поред бројних предности, као и код осталих метода у радиологи и виртуелна колоноскопија има одређене недостатке, који се не могу занемарити:
- Немогућност процене стања и боје слузокоже.
- Немогућност откривања мукозних дефекта мањих од 1 мм, што је важно за благовремено откривање болести.
- Немогућност узима комадића ткива (пункција) за касније испитивање.[21]
- Немогућнсот извођења терапијских манипулација, на пример, за уклањање полипа, бенигних тумора, за уклањање улкуса или за увођење лека.[22]